# Acropolis (Athènes)
Pour les articles homonymes, voir Acropolis (homonymie).
Acropolis (en grec moderne : Ακρόπολη (συνοικία) - Akropoli Synikia) est un quartier d'Athènes, en Grèce. Aussi appelé Makriyánni (Μακρυγιάννη) en l'honneur du héros de la Guerre d'indépendance grecque, il borde la rue Dionysíou Areopagítou (en). C'est dans ce quartier que se trouve l'Acropole d'Athènes ainsi que le Musée de l'Acropole d'Athènes.